# Santa Monica College

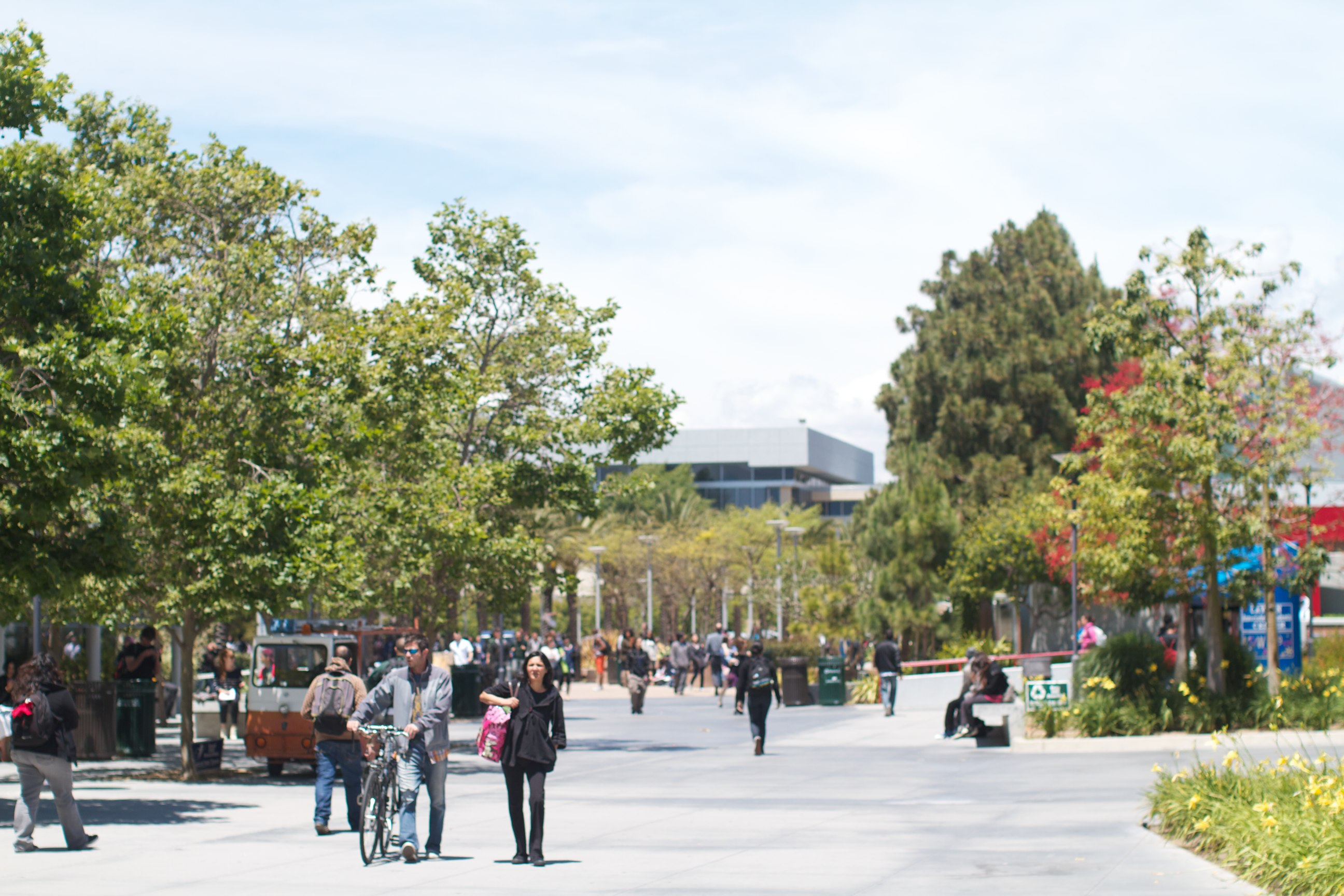
Santa Monica College Campus

Das Santa Monica College ist eine US-amerikanische Hochschule in Santa Monica, Kalifornien, mit rund 30.000 Studenten. Mit 3000 Studenten aus mehr als 100 Ländern hat das College nach eigenen Angaben eine der größten ausländischen Studentengruppen an den Hochschulen in den Vereinigten Staaten.

## Geschichte
Das College wurde im Jahr 1929 mit nur 153 Studenten mit einem kleinen Campus nahe der Küste gegründet. Am 7. Juni 2013 kam es zu einem Amoklauf auf dem Campus der Hochschule.

## Studienangebot
Zum Angebot des College gehören u. a. Kurse in den Bereichen der Gesundheits- und Pflegeberufe, Solar-Technologie, Neue Medien, Computertechnologie, frühkindliche Erziehung, Wirtschaft und Grafikdesign.

## Sport
Das College war einer der Austragungsorte der Special Olympics World Summer Games 1972.